# Оскулум
Оскулум је непаран, излазни отвор којим из спонгоцела сунђера вода излази у спољашњу средину. Преко њега се заједно са водом из тела сунђера избацују непотребни продукти метаболизма и угљен-диоксид. 
Видети такође:
- сунђери,
- спонгоцел